# Santanópolis
Santanópolis este un oraș în statul Bahia (BA) din Brazilia.